# Milice céleste
Pour les articles homonymes, voir Armée céleste.

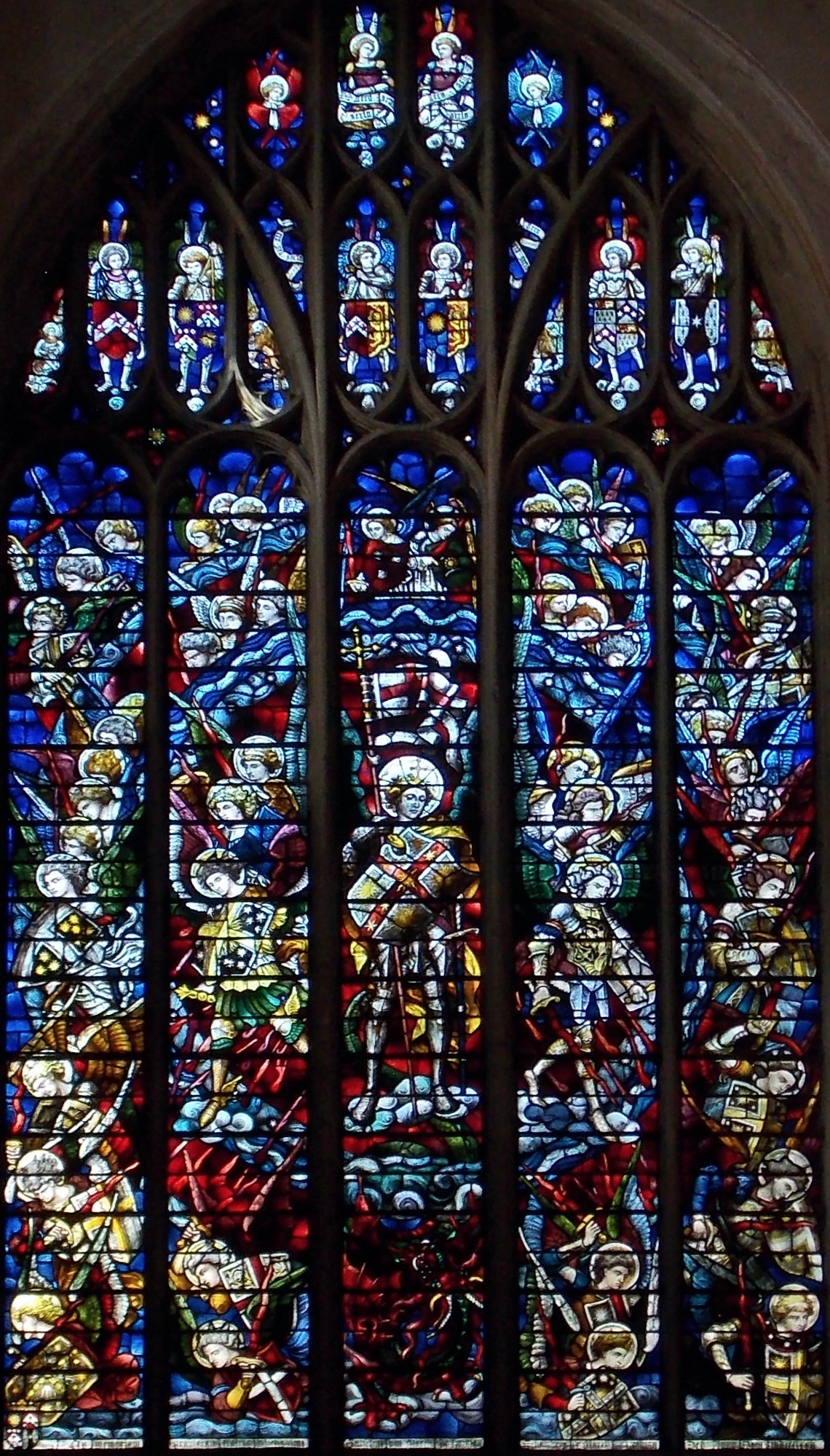
La milice céleste représentée dans un vitrail à la cathédrale Christ Church d'Oxford.

La milice céleste est l'armée créée par Dieu, appelée aussi Shemamphorash dans la Kabbale. Cette armée est organisée de façon hiérarchique, en neuf chœurs d'anges suivant la figure de l'arbre de vie. Chaque chœur vit dans sa sphère céleste respective : la plus basse, plus proche de la Terre, est réservée aux anges et la plus haute, aux séraphins.
Saint Michel Archange est appelé le prince de l'armée céleste. 